# Adam Hicks
Adam Paul Nielson Hicks (* 28. listopad 1992 Las Vegas, Nevada) je americký herec, raper a tanečník. Proslavil se hlavně díky roli Luthera v seriálu Zeke a Luther a roli ve Wena ve filmu Lemonade Mouth. Také si zahrál ve druhé řadě seriálu Jonas L.A.. Během let 2012 až 2013 hrál v seriálu Královská dvojčata.

## Filmografie

### Film
| Rok  | Název                    | Role              | Poznámky |
| ---- | ------------------------ | ----------------- | -------- |
| 2005 | Kdo si hraje, nezlobí    | Brady             |          |
| 2005 | Dvanáct vánočních pejsků | Mike Stevens      |          |
| 2006 | Jak jíst smažené žížaly  | Joe               |          |
| 2008 | Mostly Ghostly           | Colin             |          |
| 2015 | Up on the Wooftop        | Toby (hlas)       |          |
| 2015 | Kluk od vedle            | Jason Zimmer      |          |
| 2016 | Poklad u jezera          | Billy             |          |
| 2017 | Windsor                  | Clint             |          |
| 2018 | Shifting Gears           | Jeremy Williamson |          |

### Televize
| Rok       | Název                             | Role               | Poznámky                                             |
| --------- | --------------------------------- | ------------------ | ---------------------------------------------------- |
| 2000–2002 | Titus                             | Dave               | vedlejší role, 18 dílů                               |
| 2002      | The Funkhousers                   | Robbie Funkhouser  | TV film                                              |
| 2002      | That Was Then                     | Joshua Harrison    | díl: „The Thirty-Year Itch“                          |
| 2009–2012 | Zeke a Luther                     | Luther Waffles     | hlavní role, 77 dílů                                 |
| 2010      | Jonas L.A.                        | DZ (Dennis Zimmer) | 4 díly                                               |
| 2010      | Peter Punk                        | Luther Waffles     | díl: „El Duelo (The Duel)“                           |
| 2011      | Disney's Friends for Change Games | Sám sebe           | TV speciál                                           |
| 2011      | PrankStars                        | Sám sebe           | díl: „Game Showed Up“                                |
| 2011      | So Random!                        | Sám sebe           | díl: „Bridgit Mendler, Adam Hicks and Hayley Kiyoko“ |
| 2011      | Lemonade Mouth                    | Wen Gifford        | TV film                                              |
| 2012–2013 | Královská dvojčata                | Král Boz           | 22 dílů                                              |
| 2012      | Policajti z L.A.                  | Mike               | díl: „Legacy“                                        |
| 2013      | Kriminálka Las Vegas              | Tyler Banks        | díl: „Bezmoc“                                        |
| 2015      | Hrdinové od Alama                 | Truett Fincham     | hlavní role, 2 díly                                  |
| 2016–2017 | Zrůdno                            | Diesel Turner      | hlavní role, 20 dílů                                 |